# Earl Hebner
Earl William Hebner (Richmond (Virginia), 17 mei 1949) is een Amerikaans professioneel worstelscheidsrechter die actief was in de Total Nonstop Action Wrestling (TNA), World Wrestling Federation (WWF) en de World Wrestling Entertainment (WWE). In 2019 voegde hij zich toe bij All Elite Wrestling (AEW) als senior scheidsrechter.

## Levensloop
In de jaren 1980 begon Hebner zijn scheidsrechterscarrière in de Jim Crockett Promotions. Hij was scheidsrechter in de beroemde "I Quit" match op Starrcade 1985 tussen Tully Blanchard en Magnum T.A..
In 1988 debuteerde Hebner in de World Wrestling Federation (WWF) als scheidsrechter en leidde de WWF Championship-wedstrijd tussen de kampioen Hulk Hogan en André the Giant. Hebner was de official voor de wedstrijd tussen Bret Hart en Shawn Michaels bij Survivor Series (1997), de beruchte Montreal Screwjob. Hebner bleef tot 2005 scheidsrechten voor de WWE.
Op 12 februari 2006 debuteerde Hebner in de Total Nonstop Action Wrestling op TNA Against All Odds 2006. Hij leidde op die dag de NWA World Heavyweight Championship-wedstrijd, die Christian Cage won door Jeff Jarrett te verslaan. In augustus 2012 kondigde Brooke Hogan aan dat Hebner geen Knockout-wedstrijden meer mag leiden en Taryn Terrell, die haar debuut maakte, nam zijn plaats in.